# 竇善
竇 善（とう ぜん、生没年不詳）は、北魏末から北周にかけての軍人。本貫は扶風郡平陵県。

## 経歴
北魏の平遠将軍の竇略の子として生まれた。六鎮の乱が起こると、竇善は父に従って定州に避難したが、葛栄に捕らえられた。竇略は葛栄の官を受けず、冀州に抑留されたが、竇善とその弟の竇熾は葛栄の軍に従った。永熙3年（534年）、竇善は中軍大都督・南城公として孝武帝の西遷に従った。洛陽を脱出するにあたって、竇善は弟の竇熾とともに武衛将軍の高金龍と千秋門で戦って撃破した。後に北周の太僕・衛尉卿・汾北華隴三州刺史・驃騎大将軍・開府儀同三司に進み、永富県公に封じられた。諡は忠といった。
子の竇栄定が後を嗣いだ。

## 伝記資料
- 『周書』巻30 列伝第22
- 『北史』巻61 列伝第49